# King's Nympton
Pour les articles homonymes, voir Nympton.
King's Nympton est un village et une paroisse civile du Devon, situé dans l'Angleterre du Sud-Ouest.